# Крутой Ручей (Тверская область)
 Крутой Ручей  — деревня в Жарковском муниципальном округе Тверской области.

## География
Находится в юго-западной части Тверской области на расстоянии приблизительно 34 км по прямой на запад-юго-запад по прямой от районного центра поселка Жарковский на левом берегу реки Межа.

## История
Деревня была отмечена уже только на карте 1927 года как поселение с 28 дворами. До 2022 года входила в состав ныне упразднённого Новосёлковского сельского поселения.

## Население
Численность населения: 8 человек (русские 100 %) в 2002 году, 1 в 2010.